# Chiesa dei Santi Maurizio e Corbiniano
La chiesa dei Santi Maurizio e Corbiniano è la parrocchiale di Caines, in provincia di Bolzano e diocesi di Bolzano-Bressanone; fa parte del decanato di Merano-Passiria.

## Storia
La primitiva cappella di Caines, intitolata ai santi Zeno e Valentino, venne fondata nel 718, ad opera di san Corbiniano; tuttavia, la prima citazione che ne attesta l'esistenza risale al 1191.

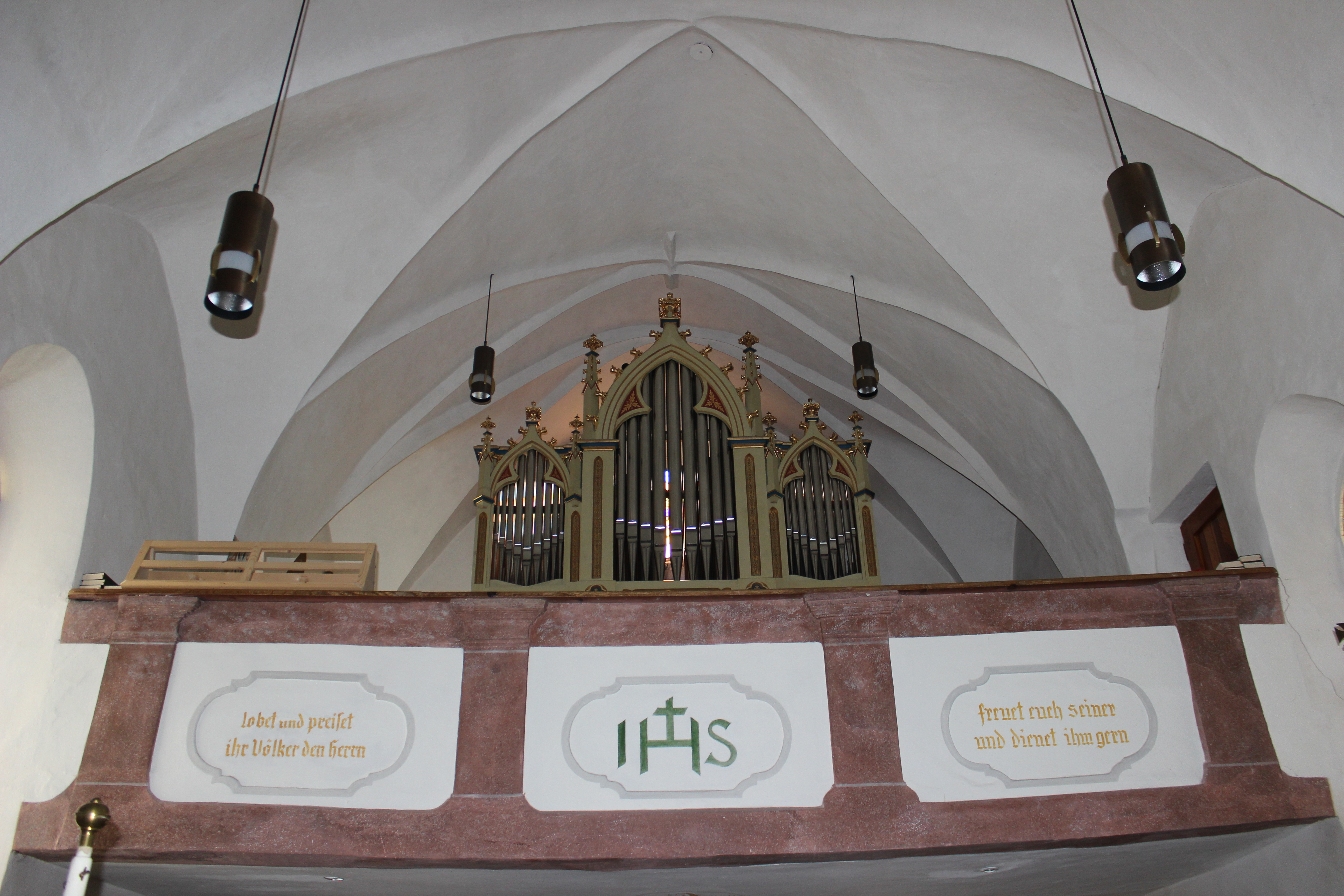
L'organo

Nel 1150 la chiesetta fu eretta a parrocchiale, dipendente dalla diocesi di Coira; nel medesimo secolo l'edificio venne trasformato in stile romanico, mentre poi nel 1312 il giuspatronato passò al monastero di Sant'Andrea.
Nel Quattrocento fu edificato il coro; tra il 1615 e il 1616 venne dunque rifatta la volta della navata.

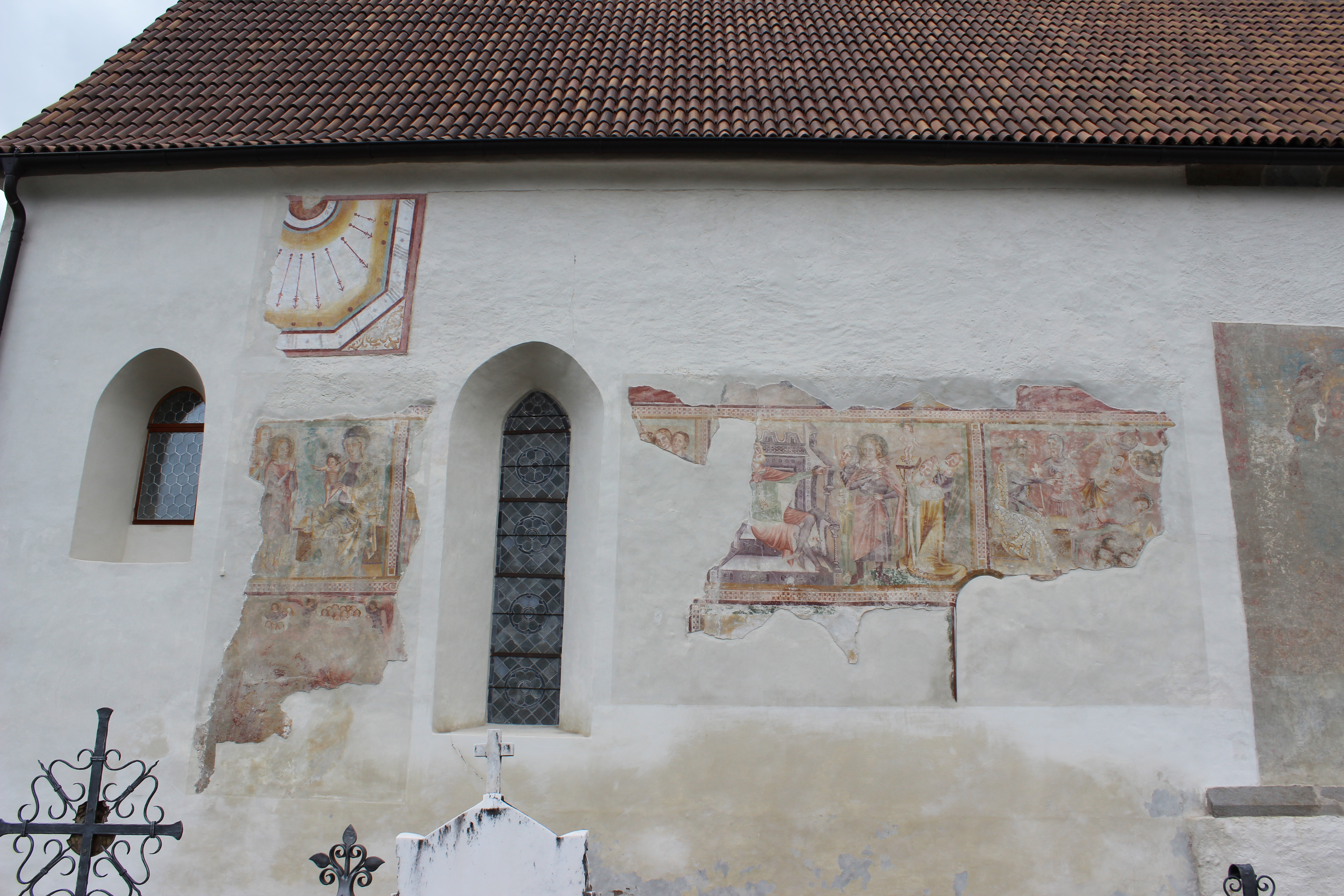
Gli affreschi dell'esterno

Nel XIX secolo la parrocchiale fu sottoposta a un intervento di ampliamento in occasione del quale venne allungata la navata.

## Descrizione

### Esterno
La facciata a capanna della chiesa, molto semplice, presenta centralmente il portale d'ingresso, sopra il quale si apre il rosone.
Su una delle pareti esterne vi sono degli affreschi risalenti alla fine del Quattrocento.
Annesso alla parrocchiale è il campanile in pietra, caratterizzato dal quadrante dell'orologio; la cella presenta una monofora per lato ed è coronata dalla guglia, rifatta nel 1908.

### Interno
L'interno dell'edificio si compone di un'unica navata, coperta da volta a botte; al termine dell'aula si sviluppa il presbiterio, caratterizzato dalla volta a reticolo e chiuso dall'abside di forma poligonale. Sopra la cantoria è collocato l'organo.